# Челнокова, Римма Ивановна
 Римма Ивановна Челнокова (6 октября 1934, деревня Малое Онучево — 10 марта 2023, Родники) — передовик советской промышленности, ткачиха Родниковского меланжевого комбината «Большевик», Ивановской области. Герой Социалистического Труда (02.08.1983).

## Биография
Родилась 6 октября 1934 года в деревне Малое Онучево, ныне Родниковский район Ивановской Промышленной области России. Русская.
В 1951 году окончила 7 классов. Ещё в школе определилась с выбором профессии. После семилетки Римма Ивановна решила поступать в училище, но набор в группу ткачей был закончен. И она не отступилась — освоила профессию непосредственно на производстве. Уже ученицей она выделялась среди других, показывая наилучшие результаты.
В декабре 1951 года пришла работать на меланжевый комбинат «Большевик», ученицей в ткацкий цех осваивать профессию на практике. Вскоре она уже ходила «по запасу» — подменяла отсутствовавших ткачих. Через полгода начала самостоятельную трудовую деятельность, первоначально обслуживала 4 «платтовских» станка, затем перешла на 8 станков.
В 1974 году успешно освоила новые автоматические станки, только что установленные в третьем ткацком цехе. В 1976 году включившись во Всесоюзное соц.соревнование вместе с подругами Лилией Алексеевной Лапшиной и Марией Федоровной Небурчиловой взяла обязательство выполнить два пятилетних плана. Принятое обязательство подтолкнуло ткачих к переходу на обслуживание 84 станков (при норме −42). В декабре 1978 года приняла 120 станков, а затем 150. Инженерно-технические работники комбината отмечали, что на заводку нити он затрачивала 15 секунд, при норме — 34, а на пуск станка — 1 секунду, при норме −5. Подобная экономия рабочего времени проходила на всех операциях.
За досрочное завершение 8-й пятилетки ей вручили первую правительственную награду — Орден Трудового Красного знамени.
Её трудовой подвиг не остался незамеченным. Указом Президиума Верховного Совета СССР от 12 мая 1977 года за успешное завершение первого года десятой пятилетки Римма Ивановна Челнокова получила Орден Ленина.
В одиннадцатой пятилетке она выполнила почти три пятилетних задания.
Указом Президиума Верховного Совета СССР от 2 августа 1983 года за выдающиеся трудовые достижения и большой личный вклад в досрочное выполнение заданий одиннадцатой пятилетки Челноковой Римме Ивановне присвоено звание Героя Социалистического Труда с вручением ордена Ленина и золотой медали «Серп и Молот».
В 1983 году в День текстильщика Римма Ивановна вместе с другими выдающимися рабочими, новаторами производства была на приёме у министра лёгкой промышленности СССР и в этом же году узнала о присвоении ей высшего трудового отличия — звания «Герой социалистического труда». В ивановском обкоме КПСС орден Ленина и золотую медаль «Серп и Молот» ей вручал первый секретарь.
Работала на комбинате до выхода на пенсию, и даже после неё ещё три года трудилась в цехе. Дочки пошли по её стопам — тоже стали ткачихами, работали в одной смене с матерью.
Активно участвовала в общественной жизни. Неоднократно избиралась депутатом городского Совета, была председателем цехового профсоюзного комитета. Среди многочисленных наград ткачихи-легенды есть знак «Почётный донор России».
Присвоено звание «Почётный гражданин Родниковского района» (2007).
Жила в городе Родники. Вела активный образ жизни, участвовала в работе Совета Почётных граждан.
Скончалась 10 марта 2023 года на 89-м году жизни.

## Награды
- Герой Социалистического Труда (02.08.1983)
- Орден Ленина (12.05.1977)
- Орден Ленина (02.08.1983)
- Орден Трудового Красного Знамени (1971)
- Медаль «За трудовую доблесть»
- Медаль «В ознаменование 100-летия со дня рождения Владимира Ильича Ленина» (6 апреля 1970)
- Лауреат премии Героев первых пятилеток Е. и М. Виноградовых (1976)